# Mr. Morgans letzte Liebe
Mister Morgans letzte Liebe ist ein Filmdrama der Regisseurin Sandra Nettelbeck aus dem Jahr 2013, das auf dem französischen Roman Die letzte Liebe des Monsieur Armand (Originaltitel: La Douceur assassine) von Françoise Dorner basiert. Der Film lief in Deutschland am 22. August 2013 an.

## Handlung
Matthew Morgan, ein ehemaliger Professor für Philosophie an der Princeton University, hat seine Frau Joan vor drei Jahren verloren und lebt seither ein einsames Leben in Paris in dem großen Appartement, das er mit Joan bewohnte. Eines Tages begegnet dem Amerikaner im Linienbus eine junge, blonde Frau namens Pauline, die sich mit ihm, der kein Französisch spricht, unterhält und ihm nicht zuletzt aufgrund seines Alters und seiner Verlorenheit anbietet, ihn nach Hause zu begleiten.
Matthew besucht Pauline in der Tanzschule, in der sie als Lehrerin arbeitet. Er nimmt nach anfänglichem Zögern an den Tanzstunden teil, lernt Cha Cha Cha und Line Dance und lebt sichtlich auf, bringt sogar seinen alten Wagen, einen Peugeot 504, wieder zum Laufen. Das ungleiche Paar verabredet sich einige Male; sie unternehmen Ausflüge, rudern auf einem See oder gehen essen.
Dennoch kann Matthew den Verlust seiner Frau nicht verwinden und versucht, sich mit einer Überdosis Tabletten umzubringen, was jedoch misslingt. Matthews erwachsene Kinder Miles und Karen reisen daher aus den USA an. Im Krankenhaus treffen sie auf Pauline, in der sie ihre zukünftige Stiefmutter sehen. Besonders ablehnend gegenüber Pauline verhält sich Miles, doch Pauline wehrt seine Vorwürfe, sie habe es auf das Vermögen seines Vaters abgesehen, entschieden ab.
Matthew und Pauline fahren zum Haus der Familie in Saint-Malo, welches Joan sehr geliebt hat. Matthew, überwältigt von der Ähnlichkeit zwischen seiner Frau und Pauline, möchte es seiner jungen Freundin schenken, was sie allerdings nicht annehmen will. Matthew spricht mit Pauline über das Sterben seiner Frau. Sie litt an Krebs und Matthew leistete ihr auf deren Drängen hin Sterbehilfe, musste ihr jedoch versprechen, dies Miles und Karen zu verschweigen. Pauline erkennt dieses Geheimnis als einen Grund für die Spannungen zwischen Miles und seinem Vater. Zurück in Paris unterhält sie sich mit Miles über den Tod seiner Mutter. Durch dieses nächtliche Gespräch kommen beide sich näher. Zufällig wird Matthew Zeuge, wie sich Pauline und Miles im Hotelflur leidenschaftlich küssen.
Als Matthew allein mit Miles zusammenkommt, herrscht er seinen Sohn an, er dürfe Pauline niemals weh tun. Danach kommt es zu einem klärenden Gespräch zwischen Vater und Sohn über den Tod von Joan und das Scheitern von Miles’ Ehe, was dieser seinem Vater bislang verschwiegen hat.
Matthew sieht Pauline in guten Händen und lässt ihr über Miles ausrichten, dass er alle Rätsel gelöst hat, was er Pauline zuvor als Voraussetzung für das Sterben genannt hat. Er will seiner Frau folgen und setzt seinem Leben ein Ende. Pauline vermisst ihn, sieht aber auch einer Zukunft mit Miles und dessen kleinem Sohn entgegen.

## Produktion
Der Film wurde in Brüssel, Köln und Paris gedreht.

## Kritiken
Der Tagesspiegel schreibt in seiner Filmkritik vom 21. August 2013, der Film bemühe sich darum, „Klischees zu vermeiden und das über weite Strecken mit Erfolg“. Die Regisseurin schaffe es, „das Sujet mit neuen Aspekten zu versehen und es anrührend, aber nicht rührselig zu inszenieren“.
In der Rezension des Films im Stern vom 22. August 2013 heißt es: „Das feingeistige Spiel von Michael Caine, Clémence Poésy und den anderen Akteuren, die nie ins Sentimentale abgleitenden klugen Dialoge von Sandra Nettelbeck und die oft an impressionistische Gemälde erinnernden Bilder von Kameramann Michael Bertl machen die bittersüße Tragikomödie zu einem Ereignis für alle, die es gefühlvoll, aber nicht gefühlsduselig mögen.“
Die Süddeutsche Zeitung schreibt in ihrer Rezension des Films vom 22. August 2013, Michael Caine sei die Rolle als Mr. Morgan „auf den Leib geschrieben“. Die Regisseurin Sandra Nettelbeck zeige in dem Film „als Erzählerin viel Feingefühl“. Sie schaffe es, „dass Mr. Morgans letzter großer Flirt oft rührend wirkt, aber nie anzüglich“.
Gerhard Midding von epd Film vergibt drei von fünf Sternen und urteilt: „Dorner und Nettelbeck gehen verschwenderisch mit den gewichtigen Themen und großen Gefühlen um: Verlust, Schmerz, väterliches Versagen, Hoffnung. Eine ganze Reihe von Suizidversuchen bietet der Film auf, die zunehmend unglaubhafter werden. Nettelbeck konstruiert ihre Szenen vor allem im letzten Akt enervierend unschlüssig, als Serie von Abschieden, die umgehend zurückgenommen werden müssen. Und es hilft wenig, dass Hans Zimmers Musik immer eine Spur zu genau weiß, was passieren wird.“